# Comedó

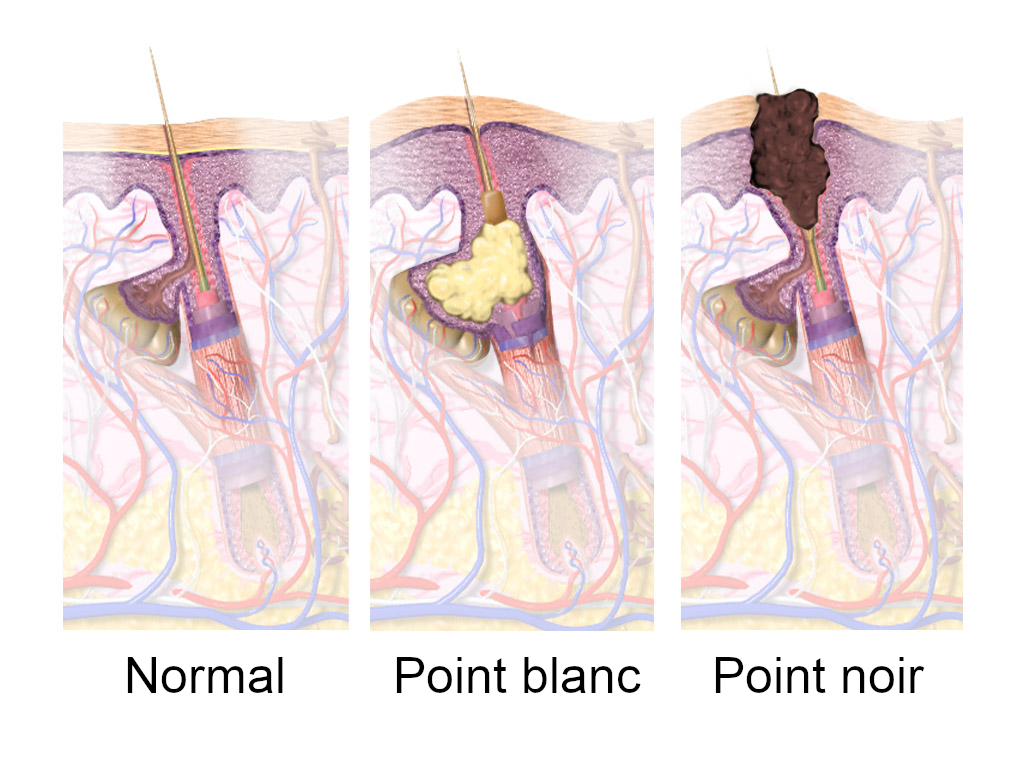
Il·lustració que mostra un porus normal, un porus tancat i un porus obert.

Il·lustració seccionada d'un porus.

El comedó o popularment barb (del llatí comedo, " menjador ”, la matèria sebàcia que la constitueix essent a l'època reputada per menjar-se la pell) és una acumulació excessiva de sèbum, secretada per la glàndula sebàcia, els queratinòcits i la melanina i que omple els porus de la pell. Es troba principalment a la cara i més concretament al nas i al front.
El comedó es pot omplir de bacteris que causen acne o servir d'hàbitat per a àcars com Demodex folliculorum .
Pot ser de tres tipus :
- Micro-comedó
- Comedó tancat o cap blanc
- Comedó obert o punt negre:[2] la part en contacte amb l'aire que conté melanina s'oxida i es torna negra. També s'anomena barb de la pell.[3]

L'excés de sèu i l'aparició de comedons es poden limitar netejant la pell amb productes adequats. Els comedons es poden extreure mecànicament per pressió, per exemple amb un extractor de punts negres.